# Fosterella albicans
Fosterella albicans là một loài thực vật có hoa trong họ Bromeliaceae. Loài này được (Griseb.) L.B.Sm. mô tả khoa học đầu tiên năm 1960.

## Hình ảnh

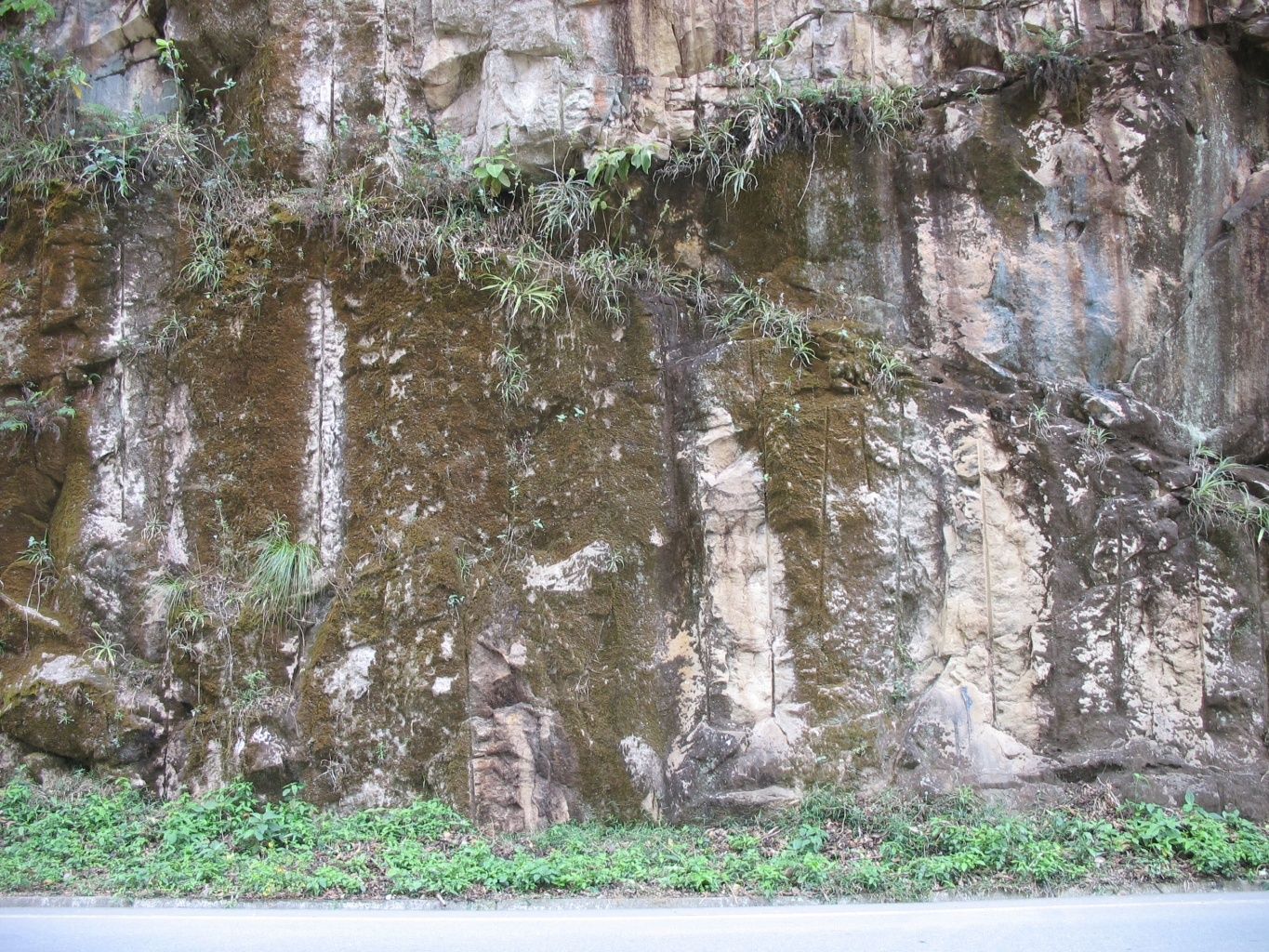
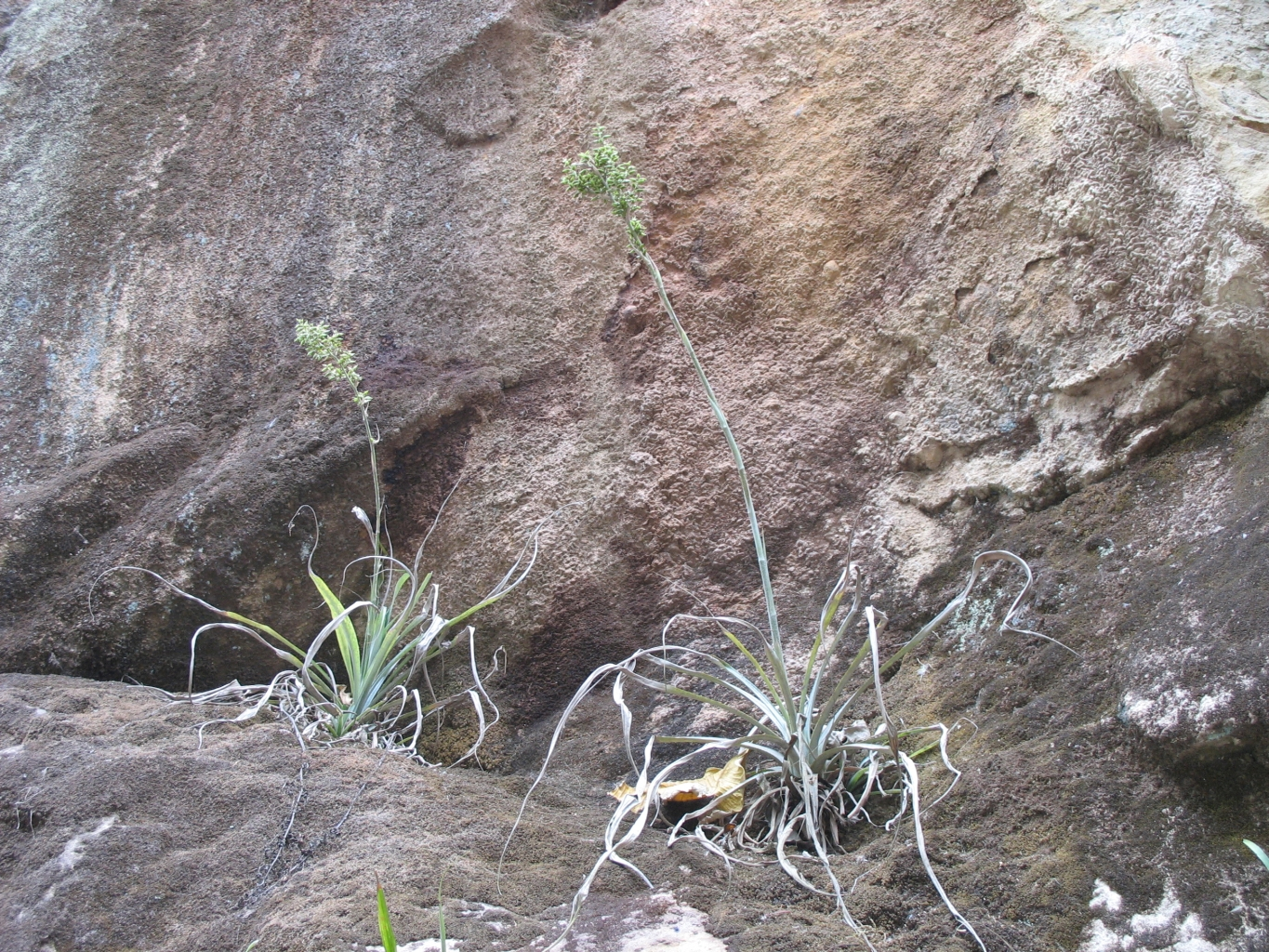
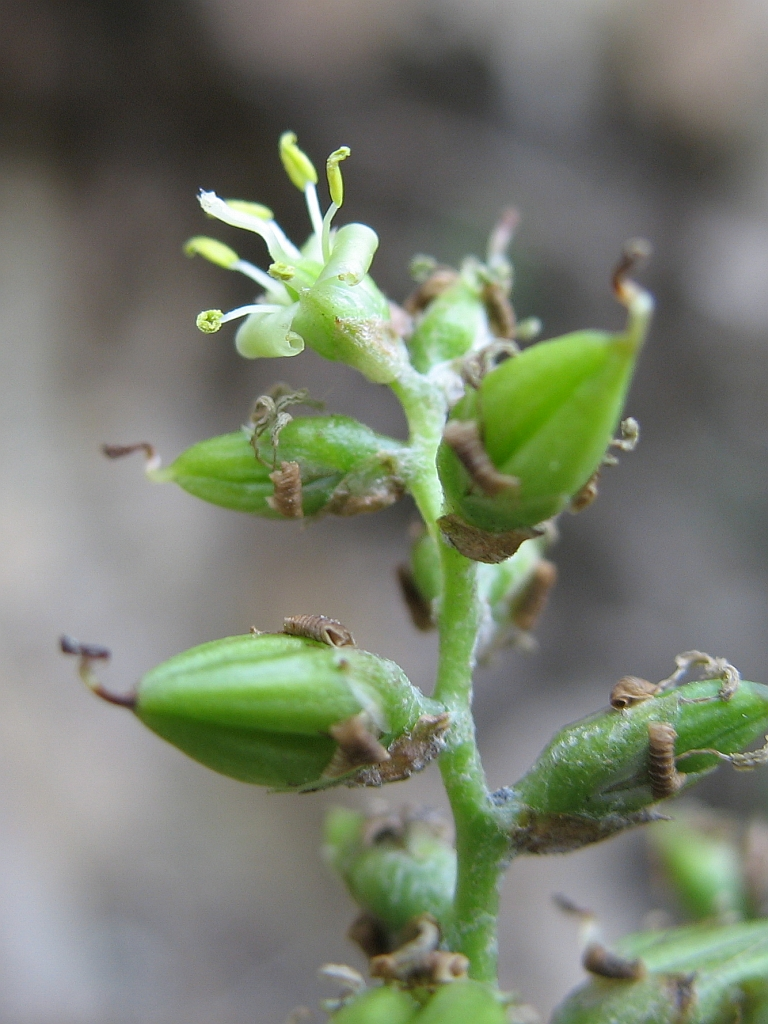